# Mesembrius vestitus
Mesembrius vestitus är en tvåvingeart som beskrevs av Christian Rudolph Wilhelm Wiedemann 1824. Mesembrius vestitus ingår i släktet Mesembrius och familjen blomflugor. Inga underarter finns listade i Catalogue of Life.